# حایرم (اوهایو)
حایرم (به انگلیسی: Hiram) یک روستا در ایالات متحده آمریکا است که در شهرستان پورتیج، اوهایو واقع شده‌است. حایرم ۲٫۴۱ کیلومتر مربع مساحت و ۱٬۴۰۶ نفر جمعیت دارد و ۳۸۲ متر بالاتر از سطح دریا قرار دارد.